# Artner Tamás
Artner Tamás (Szombathely, 1970. április 25. –) magyar labdarúgóedző.
2017-ben rövid ideig az NBIII-ban szereplő Kaposvári Rákóczi FC vezetőedzője volt, de a gyenge eredmények következtében szeptember 26-án menesztették. 2017. december 19-én kinevezték az NB II-ben szereplő Zalaegerszegi TE vezetőedzőjévé.
2019 és 2021 között az ETO FC Győr szakmai igazgatója volt. 2021-től a Veszprémi FC szakmai igazgatója.
Eto akadémia igazgató 2022-